# Clementia av Burgund
Clementia av Burgund, född 1078, död 1133, var grevinna av Flandern 1093–1111 som gift med greve Robert II av Flandern. Hon var regent under sin makes frånvaro i första korståget mellan 1096 och 1100. Hon fungerade också på sin son Balduins önskan som hans medregent 1111-1119.